# Desmodium humifusum
Desmodium humifusum là một loài thực vật có hoa trong họ Đậu. Loài này được (Muhl.) Beck miêu tả khoa học đầu tiên.